# Slovaquisation
La slovaquisation est un terme donné à la politique d'adoption des noms slovaques des toponymes de Slovaquie et à l'assimilation culturelle et linguistique des minorités non-Slovaques du pays, depuis 1918.

## Enjeux
- 50-100 %
- 10-50 %
- 0-10 %

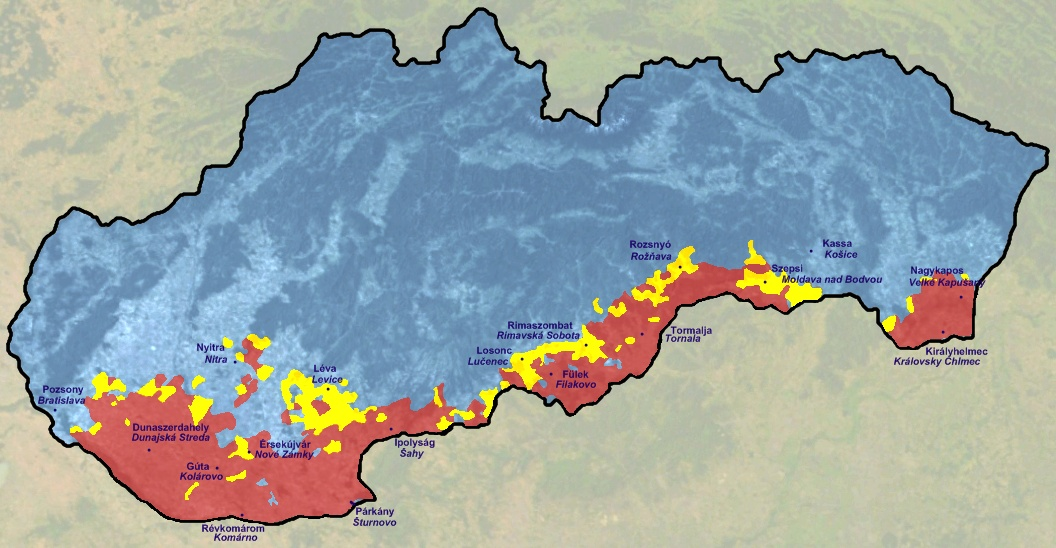
Hongrois en Slovaquie (recensement 2001)
50-100 %
10-50 %
0-10 %
Les Hongrois représentent la principale minorité ethnique de Slovaquie (520528 soit 9,7 % de la population, au recensement de 2001)

Avant la formation de la Première république tchécoslovaque, les noms slaves locaux n'avaient pas de reconnaissance officielle : depuis 1867, seul le hongrois était langue officielle. Seules les formes allemandes ou hongroises des noms étant reconnues par l'Autriche-Hongrie, la langue slovaque ne permettait pas de poursuivre des études au-delà de l'école primaire, et les associations culturelles slovaques étaient étroitement surveillées et souvent persécutées. Après 1918 et la dislocation de l'empire austro-hongrois, la slovaquisation a été une réaction à cette situation antérieure. 

## Débats sémantiques
Les Slovaques appelaient le territoire où ils vivaient Slovensko (« Slovaquie »), terme apparu par écrit au XVe siècle sans que ses limites territoriales soient précisément définies. Diverses sources du XVIe siècle y font référence sous les dénominations Sclavonia ou encore Slováky, noms qui qualifiaient une aire géographique habitée par les Slovaques, aux limites indéfinies, sans statut légal, constitutionnel ou politique à l'intérieur du royaume de Hongrie. 
À l'époque des guerres ottomanes, le terme hongrois Felső-Magyarország (littéralement : « Haute-Hongrie », en slovaque : Horné Uhorsko, en allemand : Oberungarn) correspondait à la partie nord-est du royaume de Hongrie (l'est de la Slovaquie et la Ruthénie subcarpathique), alors que les régions au nord-ouest (l'ouest de la Slovaquie) appartenaient à la « Basse-Hongrie » (Alsó-Magyarország). Dans l'organisation administrative et militaire (végvár) de la Hongrie royale intégrée dans la monarchie des Habsbourg, la « capitainerie de Haute-Hongrie » (Felső-magyarországi főkapitányság) était située à l'est de la « capitainerie des villes minières » (Bányavárosi főkapitányság) dont le territoire correspond à peu près à la moitié ouest de la Slovaquie actuelle. Lorsque la plus grande partie de cette zone nord-est de la Hongrie royale est devenue brièvement entre 1682 et 1685, sous Imre Thököly, une principauté indépendante vassale de l'Empire ottoman, elle a gardé ce même nom de « Haute-Hongrie » (Felső-magyarországi Fejedelemség).
Le mot slovaque Horné Uhorsko fait référence à la Hongrie dans son territoire d'avant 1918 ethniquement hétérogène : Uhorsko. Le mot Maďarsko (prononcé madjarsko) désigne quant à lui la Hongrie en tant qu'État-nation ethniquement homogène des Magyars, issu de la fragmentation en 1918 de la précédente, et dont les frontières furent dessinées par la « commission Lord » en 1919 et officialisées au traité de Trianon en 1920. D'usage encore rare en hongrois au XVIIIe siècle et devenant fréquent à partir du XIXe siècle, le terme Felvidék désignait les zones montagneuses du nord du royaume de Hongrie, soit les versants sud des Carpates, à population mélangée consistant principalement en Slovaques, avec des minorités hongroises, allemandes, ruthènes et juives. Le mot, avec son élément essentiel fel- « du haut », s'opposait aux plaines du sud Alföld (grande plaine de Hongrie) et Kisalföld (petite plaine de Hongrie) avec leur élément al- « du bas », et pouvait être utilisé comme synonyme de Felső-Magyarország. Ce nom géographique Felvidék a pour équivalents en slovaque : Horná zem, en allemand : Oberland, en yiddish : אױבערלאַנד (Oyberland).
Cependant, la signification de ce nom propre a évolué après la Première Guerre mondiale, alors que Felső-Magyarország « Haute-Hongrie » n'était plus utilisé. Felvidék fut alors utilisé en hongrois pour désigner les régions détachées de la Hongrie au nord du pays (Slovaquie et Ruthénie subcarpathique), puis après la Seconde Guerre mondiale pour désigner la Slovaquie seule, puisque la Ruthénie subcarpathique (ou Transcarpatie) avait été annexée par l'URSS.
Aujourd'hui en Hongrie, Felvidék peut être utilisé pour désigner la Slovaquie. C'est également le seul terme utilisé dans l'historiographie hongroise pour parler de la Slovaquie actuelle au Moyen Âge (de façon anachronique, puisque le terme Felvidék n'était pas encore utilisé en hongrois à l'époque). Les trois comitats de l'ancienne Haute-Hongrie qui restèrent intégrés à la Hongrie après la Première Guerre mondiale ne sont jamais appelés Haute-Hongrie (Felvidék), mais uniquement Hongrie du Nord (Észak-Magyarország).
Ces nuances ne sont pas anodines : l'usage de Felvidék « Haut-Pays » pour désigner l'ensemble de la Slovaquie actuelle est perçu par les Slovaques comme offensant, et comme inapproprié par les Hongrois non-nationalistes. Depuis la chute des régimes communistes en Europe, les représentants des Hongrois de Slovaquie emploient couramment Felvidék pour désigner les régions où ils sont localement majoritaires dans un sens autonomiste territorial. Ainsi, le quotidien de Slovaquie de langue hongroise Új Szó distingue systématiquement Felvidék de Szlovákia « Slovaquie ». Un certain nombre de membres de la minorité hongroise de Slovaquie se désignent eux-mêmes comme felvidéki magyarok (littéralement : « Hongrois du Haut-Pays »), impliquant sémantiquement que la Slovaquie n'est qu'une partie de la Hongrie historique ; dans le même esprit, dans la géographie de la Slovaquie (et des autres pays voisins de la Hongrie où vivent des minorités hongroises) les noms magyars sont toujours qualifiés d'« historiques » tandis que les noms slaves ou autres sont qualifiés de « néologismes » comme s'ils avaient été inventés en 1920, seulement au moment où ils sont devenus officiels.
Cet « historisme » hongrois (Történelmi Magyarország) s'inscrit dans la thèse du « Désert des Avars » (Avar sivtág, Avarenwüste) émise au XIXe siècle pour délégitimer les revendications des slaves d'Autriche-Hongrie, thèse selon laquelle les Magyars d'outre-frontières seraient les « îlots résiduels » d’une population hongroise initialement uniforme dans tout le bassin du moyen Danube au Xe siècle, qui aurait été progressivement submergée à partir du XIIIe siècle par « l’arrivée massive d’immigrants allogènes » slaves ou valaques. Ainsi, la diversité des populations de la Hongrie d’avant 1918 serait le fruit d’une « immigration tardive », et le traité de Trianon serait l'aboutissement d’un processus de « submersion de la population originelle ». Beaucoup d’auteurs et de cartographes hongrois considèrent toute autre thèse comme « fausse » et « inventée ».
En 2006, le slovaque Robert Fico réagit en demandant aux Magyars de revenir à un « historisme raisonnable » (rozumný historizmus) et les manuels scolaires slovaques d'histoire promeuvent, en insistant sur l'ancienneté des Slovaques, « un esprit de dignité nationale » selon la formule de la Matica slovenská. Ils décrivent la Grande-Moravie en tant qu'État « proto-tchécoslovaque » et même « proto-slovaque », ce qui selon Edouard Krekovič, Elena Mannová et Eva Krekovičová est un mythe nationaliste, au même titre que la « résurrection d'anciennes traditions » qui en fait n'existaient pas ou n'étaient pas spécifiquement slovaques auparavant. Le politologue slovaque Miroslav Kusý explique qu'en utilisant une telle rhétorique scientifiquement discutable, le discours de Fico était l'équivalent slovaque du grand-hungarisme magyar, visant à récrire l'histoire pour renforcer le chauvinisme.
Ces dérives pseudo-historiques des deux côtés de la frontière font obstacle à la naissance d'un manuel d'histoire commun et objectif, à l'image du manuel d'histoire commun franco-allemand.

## Sources et bibliographie
1. ↑  Robert William Seton-Watson, A History Of The Czechs And Slovaks, Archon Books, Hamden, Connecticut, 1965 (1re éd. Hutchinson & Co., Londres 1943)
2. ↑  Ľubomír Lipták, Petite histoire de la Slovaquie, Institut d'Études Slaves, Paris 1996, 127 p.  (ISBN 2-7204-0317-2).
3. ↑  (en) Dušan Kováč, « Slovakia, the Slovaks and their history », dans Mikuláš Teich, Dušan Kováč (dir.), Slovakia in history, Cambridge University Press, 2011, 413 p. (ISBN 0521802539, lire en ligne), p. 3
4. ↑  Felak 1994, p. 219
5. ↑  (en) James Ramon Felak, At the Price of the Republic : Hlinka's Slovak People's Party, 1929–1938, University of Pittsburgh Press, 1994, 263 p. (ISBN 978-0-8229-3779-1, lire en ligne), p. 3–
6. 1 2  (hu) József Liszka, «  », dans Zsolt Urbán (dir.), A (cseh)szlovákiai magyarok lexikona — Csehszlovákia megalakulásától napjainkig [« Encyclopédie des Hongrois de (Tchéco-)Slovaquie — De la fondation de la Tchécoslovaquie à nos jours »], Bratislava, Slovenské pedagogické nakladateľstvo – Mladé letá, 2014, 480 p. (ISBN 978-80-10-00399-0)
7. ↑  (hu) István Käfer, « Terminologia Hungaro-Sclavonica: a magyar-szlovák interetnikus összefüggések történeti vizsgálatának terminológiai kérdései [Questions terminologiques de l'examen historique des liens interethniques slovaco-hongrois] », dans Marianne Rozsondai (dir.), Jubileumi csokor Csapodi Csaba tiszteletére: Tanulmányok, Budapest, Argumentum, 2002, 433 p. (ISBN 9634462065).
8. ↑  (hu) István Lanstyák (dir.) et Szabolcs Simon (dir.), Tanulmányok a magyar–szlovák kétnyelvűségről [« Études sur le bilinguisme slovaco-hongrois »], Bratislava, Kalligram, 1998, 206 p. (ISBN 80-7149-193-4).
9. ↑  (hu) « Geönczeöl Gyula Fekete és Fehér Magyarország titkai. dr. hist. Bakay Kornél Kárpát-medence népessége a VIII-IX században », sur adoc.pub (consulté le 24 décembre 2020).
10. ↑  (sk) « Vláda a premiér menia dejiny », Sme,‎ 3 janvier 2008 (lire en ligne) [« Le gouvernement et le Premier ministre changent l'histoire »]
11. ↑  
(en) « Matica Slovenská cancels history textbook », The Slovak Spectator,‎ 31 juillet 1996 (lire en ligne)
12. ↑  (sk) Eduard Krekovič, Elena Mannová et Eva Krekovičová, Mýty naše slovenské [Nos mythes slovaques], Bratislava, AEPress, 2005, 246 p. (ISBN 8088880610)
13. ↑  
(hu) « Erősödik a szlovák nacionalista vonal [Renforcement de la ligne nationaliste slovaque] », Magyar Nemzet,‎ 14 janvier 2008 (lire en ligne)
14. ↑  
(hu) « Ószlovákokról írnak majd a közös történelemkönyvekben is », Bumm.sk, 14 mai 2009 [Ils vont parler des Proto-Slovaques même dans le manuel d'histoire commun]